# Marcos Llunas
Marcos Gómez Llunas (Madrid, 29 september 1969) is een Spaans zanger, hij begon zijn carrière in 1994.
Bekende liedjes zijn Reconquistarte, La de Siempre en Sin Rencor, met dat laatste liedje vertegenwoordigde hij Spanje op het Eurovisiesongfestival 1997 in Dublin waarmee hij een 6de plaats haalde.
Momenteel heeft hij zich teruggetrokken van het muzikale leven.
1961: Conchita Bautista · 
1962: Víctor Balaguer · 
1963: José Guardiola · 
1964: Tim, Nelly & Tony · 
1965: Conchita Bautista · 
1966: Raphael · 
1967: Raphael · 
1968: Massiel · 
1969: Salomé · 
1970: Julio Iglesias · 
1971: Karina · 
1972: Jaime Morey · 
1973: Mocedades · 
1974: Peret · 
1975: Sergio & Estíbaliz · 
1976: Braulio · 
1977: Micky · 
1978: José Vélez · 
1979: Betty Missiego · 
1980: Trigo Limpio · 
1981: Bacchelli · 
1982: Lucía · 
1983: Remedios Amaya · 
1984: Bravo · 
1985: Paloma San Basilio · 
1986: Cadillac · 
1987: Patricia Kraus · 
1988: La Década · 
1989: Nina · 
1990: Azúcar Moreno · 
1991: Sergio Dalma · 
1992: Serafín Zubiri · 
1993: Eva Santamaría · 
1994: Alejandro Abad · 
1995: Anabel Conde · 
1996: Antonio Carbonell · 
1997: Marcos Llunas · 
1998: Mikel Herzog · 
1999: Lydia · 
2000: Serafín Zubiri · 
2001: David Civera · 
2002: Rosa · 
2003: Beth · 
2004: Ramón · 
2005: Son de Sol · 
2006: Las Ketchup · 
2007: D'Nash · 
2008: Rodolfo Chikilicuatre · 
2009: Soraya · 
2010: Daniel Diges · 
2011: Lucía Pérez · 
2012: Pastora Soler · 
2013: El Sueño de Morfeo · 
2014: Ruth Lorenzo · 
2015: Edurne · 
2016: Barei · 
2017: Manel Navarro · 
2018: Alfred & Amaia · 
2019: Miki · 
2021: Blas Cantó · 
2022: Chanel · 
2023: Blanca Paloma · 
2024: Nebulossa · 
2025: Melody
- Biblioteca Nacional de España: XX979178
- Gemeinsame Normdatei: 1057540897
- International Standard Name Identifier: 0000 0000 6101 9275
- Library of Congress Control Number: n2015010262
- MusicBrainz: 450f09cf-355a-4c18-bbbb-cb742df35121
- Virtual International Authority File: 87775644
- WorldCat: E39PBJhH7bHP9DVxHpQBBxDwmd